# Cymbidiella falcigera
Cymbidiella falcigera är en orkidéart som först beskrevs av Heinrich Gustav Reichenbach, och fick sitt nu gällande namn av Leslie Andrew Garay. Cymbidiella falcigera ingår i släktet Cymbidiella, och familjen orkidéer. Inga underarter finns listade i Catalogue of Life.